# Chitra chitra
La Tortuga asiática de caparazón blando de cabeza estrecha (Chitra chitra) es una especie de tortuga de caparazón blando de la familia Trionychidae. Esta tortuga de caparazón blando puede alcanzar una longitud de caparazón de 4,9 pies (1,5 m). Se encuentra en Indonesia, y posiblemente, en Malasia y en Tailandia.